# Malente (Schiff, 1971)
Die Malente ist ein Fahrgastschiff, das auf Seen in der Holsteinischen Schweiz genutzt wird.

## Geschichte
Das Schiff wurde 1971 bei Staack in Lübeck-Herrenwyk gebaut und ist seitdem unter dem Namen Malente bei der 5-Seen-Fahrt und Kellersee-Fahrt GmbH im Einsatz, die ihren Sitz in Malente-Gremsmühlen hat. Laut Dieter Schubert ist die Malente 25,43 Meter lang und 5,12 Meter breit und hat einen Tiefgang von 1,1 Metern. Schubert gibt an, dass sämtliche Schiffe des Unternehmens mit Motoren ausgestattet sind, die eine Leistung von 84 kW haben, obwohl die Schiffe unterschiedlich alt und verschieden groß sind. Im Jahr 2000 war die Malente ebenso wie die Schiffe Dieksee, Grünau und Gremsmühlen bei der 5-Seen-Fahrt im Einsatz, während das fünfte Schiff des Unternehmens, die deutlich ältere Luise, auf dem Kellersee fuhr.
Zu Günter Benjas Zeit war die Malente das jüngste Schiff in der Flotte der 5-Seen-Fahrt und Kellersee-Fahrt, die Gremsmühlen das zweitjüngste.  Abweichend von Schubert gibt Benja die Länge der Malente mit 25,15 Metern, die Breite mit 5,3 Metern und den Tiefgang mit 1,1 Metern an; die Maschinenleistung von 105 PS soll zu Benjas Zeiten eine Geschwindigkeit von 11,5 km/h ermöglicht haben. 
Auch zu Benjas Zeit war die Malente für den Transport von 230 Personen zugelassen. Drei der fünf Schiffe des Unternehmens stammten damals noch aus der Vorkriegszeit. Die alte Luise, die damals kurz vor ihrer Abschaffung stand, war 1928 gebaut worden, die alte Dieksee 1938. Diese beiden Schiffe waren laut Benja bei Meier & Remmert gebaut worden. 
Aus der 1936 gebauten Holm wurde 1976 nach der Abschaffung der alten Luise die „neue“ Luise, die nach wie vor auf dem Kellersee im Einsatz ist.
Die Kellersee-Fahrt wird seit 1882 angeboten, die 5-Seen-Fahrt seit 1892.